# Dinamita Jim
Dinamita Jim ist ein im deutschen Sprachraum nicht gezeigter Italowestern in spanisch-italienischer Koproduktion den Alfonso Balcázar 1966 inszenierte.

## Handlung
1865. Während des amerikanischen Sezessionskrieges schicken die Nordstaatler einen großen Goldbetrag auf den Weg, um den Kiowa ein erkleckliches Stück Land abzukaufen. In dem Ort, in dem die Lieferung unter Führung der gebietskundigen, unverdächtigen, hübschen Tänzerin Margaret abgehen soll, hält sich der sympathische Vagabund Dinamita Jim auf, der wegen eines gebrochenen Heiratsversprechens gesucht wird; er stellt sich als Begleiter für den Transport zur Verfügung.
Deshalb muss er sich einiger Personen und vieler Gefahren erwehren, die mit dem Gold in Verbindung stehen: Der Bankier, der durch einen gedungenen Mörder versucht, in dessen Besitz zu gelangen, der Begleiter Pablo Reyes, ein mexikanischer Bandit und die eigene Gier. Auch Margaret hat eigene Interessen. Jim gelingt es mit Gewitztheit, explosivem Temperament und Schießkünsten, das Gold, das in einem Sarg versteckt ist, an das gewünschte Ziel zu bringen.

## Bemerkungen
In Spanien sahen über 600.000 Zuschauer den Film.
Das Titellied singen I Cantori Moderni; italienischer Titel ist Dinamite Jim.